# Mendoza-Klasse
Die Mendoza-Klasse war eine Klasse von drei Zerstörern der argentinischen Marine, die zwischen 1929 und 1962 in Dienst stand.

## Entwurf
Der Entwurf der drei argentinischen Zerstörer basierte auf den britischen Flottillenführern vom Typ Thornycroft (Shakespeare-Klasse), die zum Ende des Ersten Weltkriegs gebaut worden waren. Alle drei Boote wurden bei J. Samuel White & Co in Cowes auf der Isle of Wight gebaut.

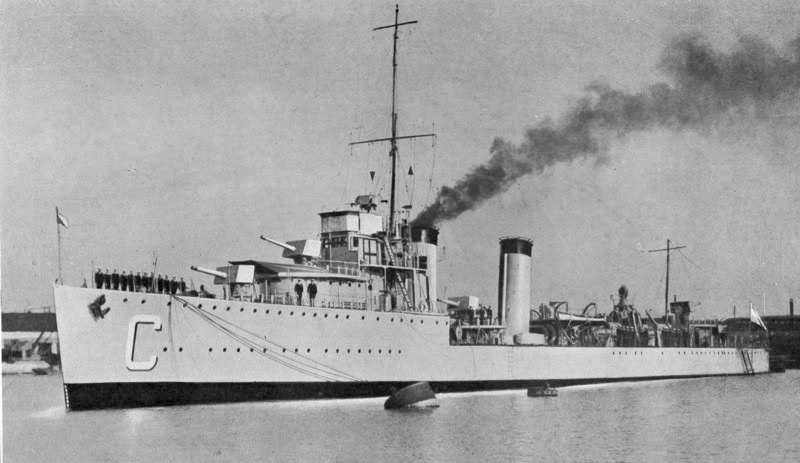
Die ARA Cervantes, erster moderner Zerstörer der argentinischen Marine

Bevor sie in Dienst kamen, hatte die argentinische Marine allerdings schon zwei gleichartige Boote in Spanien erworben. Seit dem Flug des Wals Plus Ultra über den Südatlantik 1926 bemühte sich Argentinien um den Erwerb moderner spanischer Zerstörer. Spanien gab keinen der fertigen Zerstörer ab, erklärt sich aber schließlich am 25. Mai 1927 bereit war, die beiden ersten der auf der Staatswerft in Cartagena in Bau befindliche Zerstörer der Churruca-Klasse abzugeben. Gebaut wurde diese Klasse nach den Admiralitäts-Plänen für Flottillenführer der V- und W-Klasse. Die als Churruca und Alcalá Galiano geplanten Neubauten kamen als Cervantes und Juan de Garay am 3. September 1927 in den Dienst der argentinische Marine und wurden im Januar 1928 in ihre neue Heimat überführt.
Die bei White 1927 in Auftrag gegebenen Boote nach dem Thornycroft-Entwurf waren sehr ähnlich und wichen vom Ursprungsentwurf der Thornycroft-Leader für die Royal Navy kaum ab, von dem die Royal Navy zwischen 1917 und 1925 fünf Boote erhalten hatte, die auch als Shakespeare-Klasse (Shakespeare, Spenser, Wallace, Broke, Keppel) bezeichnet wurden.

Die 335 Fuß langen Zerstörer hatten zwei an den Seiten abgeflachte Schornsteine, wurden von zwei Parsons-Turbinensätzen mit einer Getriebestufe angetrieben und die La Rioja erreichte auf einer sechsstündigen Probefahrt mit fast 39,4 Knoten einen neuen Weltrekord für ein Schiff mit einer Verdrängung von 1595 Tonnen. Die nach argentinischen Provinzen benannten Boote wurden mit britischen Standard-Waffen ausgerüstet. Ihre fünf 120-mm-Kanonen waren der britische Standard für Zerstörer bis zum Kriegsbeginn. Dazu kamen zwei 21-Zoll-Drillings-Torpedorohre. Sie führten eine 76-mm-Kanone und zwei einzelne Pom-Pom-Geschütze sowie vier Maschinengewehre zur Flugabwehr und verfügten über zwei Wasserbombenmörser.

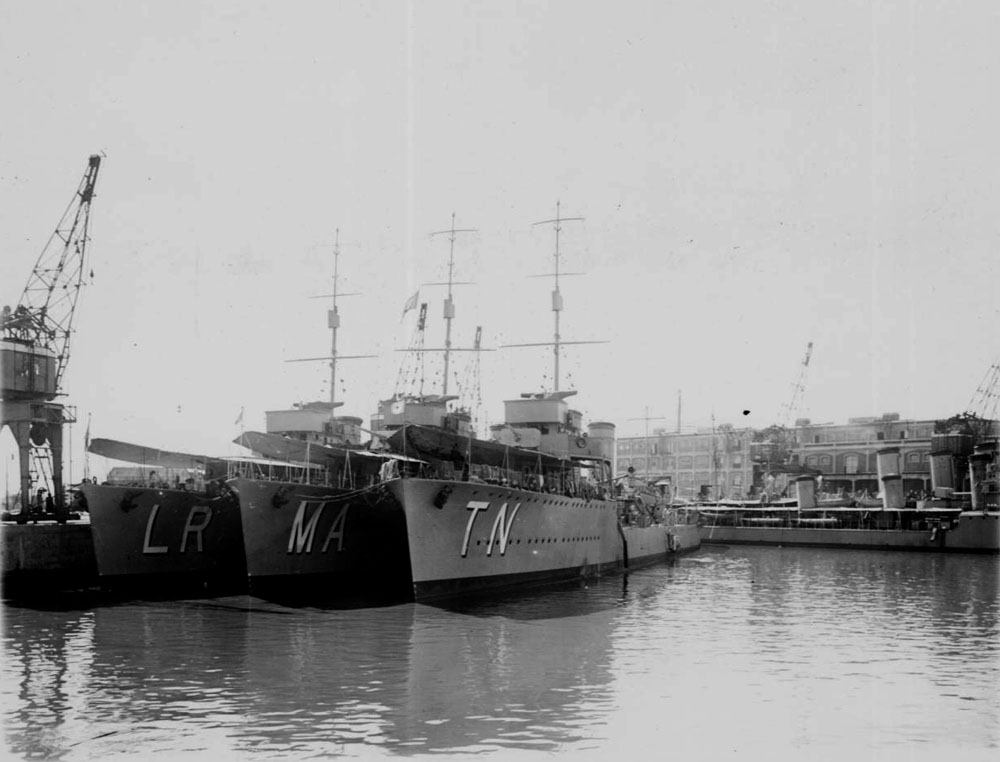
Tucumán, Mendoza und La Rioja

Nachdem der argentinische Marinetransporter Bahia Blanca, ehemals ein Hamburg-Süd-Dampfer, Überführungs- und Abnahmebesatzungen nach Europa transportiert hatte, wurden die drei Zerstörer im Oktober 1929 zusammen nach Argentinien überführt, wobei sie die Strecke Lissabon – Puerto Belgrano (5800 sm) non-stopp zurücklegten. Dort wurden sie als „Exploradores“ bezeichnet.
Die fünf argentinischen Exploradores wurden 1938 noch durch sieben aus Großbritannien gelieferte Zerstörer der Buenos-Aires-Klasse verstärkt, die der britischen G-Klasse entsprachen und eine Standardverdrängung von 1375 ts hatten.
Da Argentinien einer der wenigen Staaten war, der im Zweiten Weltkrieg neutral blieb, waren die Boote der Mendoza-Klasse nicht in kriegerische Handlungen verwickelt. Allerdings war eine Modernisierung auch erst Ende der 1940er- bis in die 1950er-Jahre möglich. Sie erhielten moderne Sensoren und die mittlere 120-mm-Kanone sowie das 76-mm-Flakgeschütz wurden durch drei moderne 40-mm-Bofors-Zwillings-Flakgeschütze ersetzt.
Zum 1. April 1962 wurden die drei Zerstörer nach über 32 Dienstjahren und geringer Modernisierung außer Dienst gestellt und verschrottet. Ersetzt wurden sie durch drei aus den USA gelieferte Zerstörer der Fletcher-Klasse ersetzt: Almirante Brown ex USS Heermann (DD-532), Espora ex USS Dortch (DD-670), Rosales ex USS Stembel (DD-644).

## Einheiten
| Kennung           | Name     | Bauwerft               | Kiellegung | Stapellauf       | Indienststellung | Außerdienststellung |
| ----------------- | -------- | ---------------------- | ---------- | ---------------- | ---------------- | ------------------- |
| D.3 (T.3, E.3, M) | Mendoza  | J. Samuel White, Cowes | 1927       | 18. Juli 1928    | 24. Januar 1929  | April 1962          |
| D.4 (T.4, E.4, E) | La Rioja | J. Samuel White, Cowes | 1927       | 2. Februar 1929  | 23. Juli 1929    | April 1962          |
| D.5 (T.5, E.5, T) | Tucumán  | J. Samuel White, Cowes | 1927       | 16. Oktober 1928 | 3. Mai 1929      | April 1962          |